# Apatoraptor
Apatoraptor (лат.) — род динозавров семейства ценагнатид. Ископаемые остатки найдены в формации Хорсшу-Кэньон, провинция Альберта (Канада), которая датируется кампанским веком мелового периода. В род включают единственный вид Apatoraptor pennatus.

## История открытия
В 1993 году, в Драмхеллере (Альберта), в 3 милях от Королевского Тиррелловского палеонтологического музея, был найден скелет теропода. Препарацию образца начали только в 2002 году, поскольку изначально его идентифицировали как незначительный образец орнитомимида. Изучение было завершено почти сразу из-за отсутствия черепа, и образец снова покрыли гипсом. В 2008 году исследования были возобновлены, и только после этого было обнаружено, что ископаемое представляет собой новый для науки вид.
В 2016 году на основе ископаемых остатков Грэгори Ф. Фанстон и Филипп Дж. Карри назвали и описали новый вид Apatoraptor pennatus. Родовое название дано в честь Апаты — богини лжи и обмана в древнегреческой мифологии с добавлением латинского слова лат. raptor — «вор, грабитель», со ссылкой на образец, который много лет скрывал свою идентичность. Видовое название pennatus означает «пернатый» на латыни, поскольку на локтевых костях были обнаружены перьевые бугорки, указывающие на наличие у животного крыльев.
Голотип TMP 1993.051.0001 был обнаружен в горизонте Horsethief Member формации Хорсшу-Кэньон, которая датируется поздним кампанским веком. Он состоит из неполного сочленённого скелета, включающего фрагменты черепа. Образец содержит нёбную кость, нижнюю челюсть, подъязычную кость, полную серию шейных и грудных позвонков, рёбра, правую часть плечевого пояса, правую переднюю конечность, грудную клетку, брюшные рёбра, правые подвздошную и бедренную кости, правые большеберцовую и малоберцовую кости. Позднее образец был изучен с помощью компьютерной томографии.

## Систематика
Авторы описания поместили Apatoraptor в семейство ценагнатид, в пределах инфраотряда овирапторозавров, в выделенную позицию в качестве сестринского таксона элмизавра.